# Урожайный (Зональный район)
Урожа́йный — посёлок в Зональном районе Алтайского края России. Входит в состав Зонального сельсовета.

## География
Посёлок находится в восточной части Алтайского края, в пределах Бийско-Чумышской возвышенности, к юго-западу от федеральной автодороги Р256 (М52), на расстоянии примерно 3 км (по прямой) к северу от села Зональное, административного центра района. Абсолютная высота — 232 метра над уровнем моря.

### Климат
Климат умеренный, континентальный. Средняя температура января составляет −18,2 °C, июля — +18,9 °C. Годовое количество атмосферных осадков — 518 мм.

## Население
| 1997 | 1998 | 1999 | 2000 | 2001 | 2002 | 2003 | 2004 | 2005 |
| ---- | ---- | ---- | ---- | ---- | ---- | ---- | ---- | ---- |
| 273  | ↘270 | ↘259 | ↗264 | ↘261 | ↗270 | ↘260 | ↗262 | ↘256 |
| 2006 | 2007 | 2008 | 2009 | 2010 | 2011 | 2012 | 2013 |      |
| ↗257 | ↘246 | ↘245 | ↘235 | ↘186 | ↗188 | →188 | ↘187 |      |

### Национальный состав
Согласно результатам переписи 2002 года, в национальной структуре населения русские составляли 89 %.

## Улицы
- ул. Молодёжная,
- ул. Набережная,
- ул. Садовая,
- ул. Центральная,
- ул. Школьная[7].

## Инфраструктура
В посёлке функционируют основная общеобразовательная школа, детский сад, фельдшерско-акушерский пункт (филиал КГБУЗ «Зональная центральная районная больница») и библиотека.

## Транспорт
К посёлку подходит автодорога межмуниципального значения «подъезд к пос. Урожайному» (идентификационный номер 01 ОП МЗ 01Н-1512) протяжённостью 3,603 км.